# Matt Hemingway
Matthew Eliot Hemingway (Los Angeles, 24 ottobre 1972) è un ex altista statunitense, vincitore di una medaglia d'argento ai Giochi olimpici di Atene 2004.

## Palmarès
| Anno | Manifestazione  | Sede     | Evento        | Risultato | Prestazione | Note |
| ---- | --------------- | -------- | ------------- | --------- | ----------- | ---- |
| 2003 | Mondiali        | Parigi   | Salto in alto | 12º       | 2,25 m      |      |
| 2004 | Giochi olimpici | Atene    | Salto in alto | Argento   | 2,34 m      |      |
| 2005 | Mondiali        | Helsinki | Salto in alto | 11º       | 2,20 m      |      |